# Мельядино-Сан-Витале
Мельядино-Сан-Витале (итал. Megliadino San Vitale) — коммуна в Италии, располагается в провинции Падуя области Венеция.
Население составляет 1934 человека, плотность населения составляет 129 чел./км². Занимает площадь 15 км². Почтовый индекс — 35040. Телефонный код — 0429.
Покровителем коммуны почитается святой Виталий, празднование 28 апреля.